# Nāḩiyat Markaz Qaḑā' al Maḩmūdīyah
Nāḩiyat Markaz Qaḑā' al Maḩmūdīyah (arabiska: ناحية مركز قضاء المحمودية) är ett underdistrikt i Irak.   Det ligger i provinsen Bagdad, i den centrala delen av landet, 30 km söder om huvudstaden Bagdad.